# Associazione Sportiva Cerveteri 1992-1993
Questa voce raccoglie le informazioni riguardanti  l'Associazione Sportiva Cerveteri nelle competizioni ufficiali della stagione 1992-1993.

## Rosa
| N. |                   | Ruolo | Calciatore          |
| -- | ----------------- | ----- | ------------------- |
|    | Italia (bandiera) | C     | Daniele Antolovic   |
|    | Italia (bandiera) | A     | Iglif Ciammaruchi   |
|    | Italia (bandiera) | D     | Marco Ciannavei     |
|    | Italia (bandiera) | A     | Fabio Contestabile  |
|    | Italia (bandiera) | C     | Vincenzo Coratella  |
|    | Italia (bandiera) | A     | Alessandro Cordelli |
|    | Italia (bandiera) | C     | Andrea Di Rosa      |
|    | Italia (bandiera) | A     | Antonello Funari    |
|    | Italia (bandiera) | C     | Bruno La Manna      |
|    | Italia (bandiera) | D     | Manolo Liberati     |
|    | Italia (bandiera) | C     | Paolo Longhi        |
|    | Italia (bandiera) | C     | Massimo Mariani     |
|    | Italia (bandiera) | D     | Antonio Martino     |

| N. |                       | Ruolo | Calciatore           |
| -- | --------------------- | ----- | -------------------- |
|    | San Marino (bandiera) | C     | Marco Mazza          |
|    | Italia (bandiera)     | D     | Massimiliano Melis   |
|    | Italia (bandiera)     | A     | Rudy Meoni           |
|    | Italia (bandiera)     | A     | Luca Palazzini       |
|    | Italia (bandiera)     | C     | Vincenzo Paris       |
|    | Italia (bandiera)     | D     | Giuliano Pierobon    |
|    | Italia (bandiera)     | A     | Luigi Pomponi        |
|    | Italia (bandiera)     | C     | Fabio Ranieri        |
|    | Italia (bandiera)     | D     | Claudio Scopece      |
|    | Italia (bandiera)     | C     | Marco Scorsini       |
|    | Italia (bandiera)     | P     | Maurizio Valeri      |
|    | Italia (bandiera)     | P     | Gianluigi Valleriani |